# Rostisław (1896)

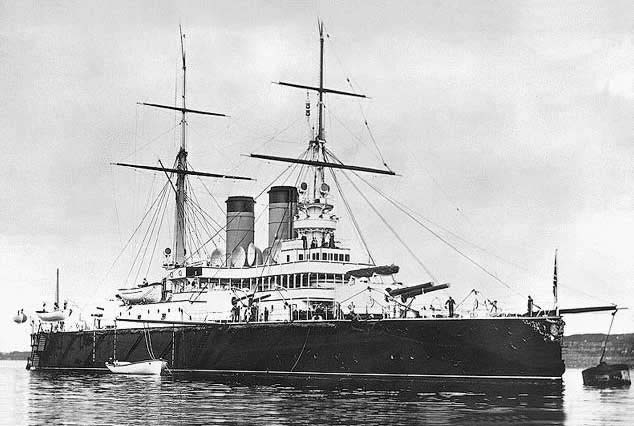
„Rostisław” we wczesnym okresie służby, w malowaniu pokojowym

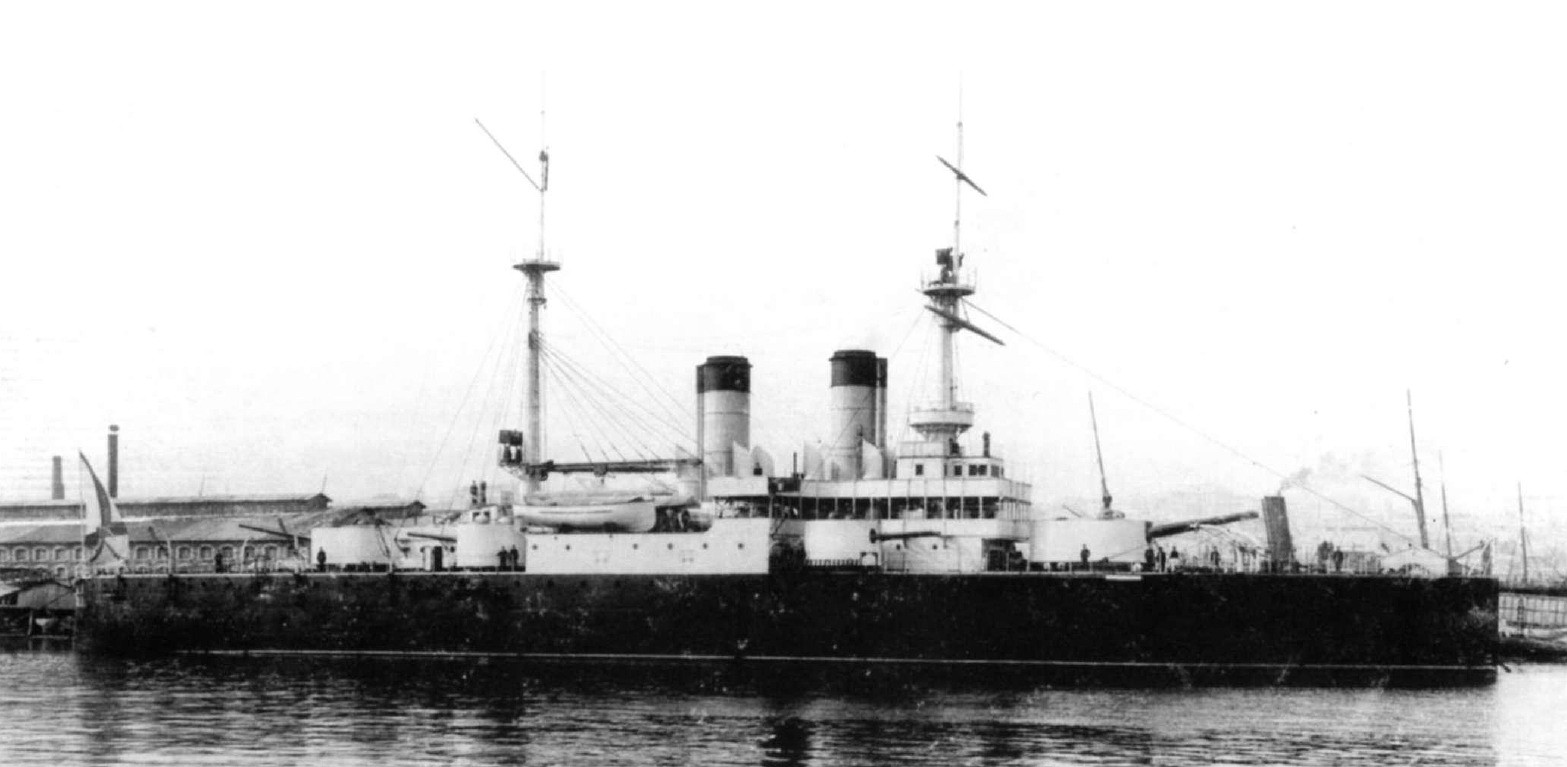
„Rostisław” wkrótce po wejściu do służby, z wysoką platformą reflektorów

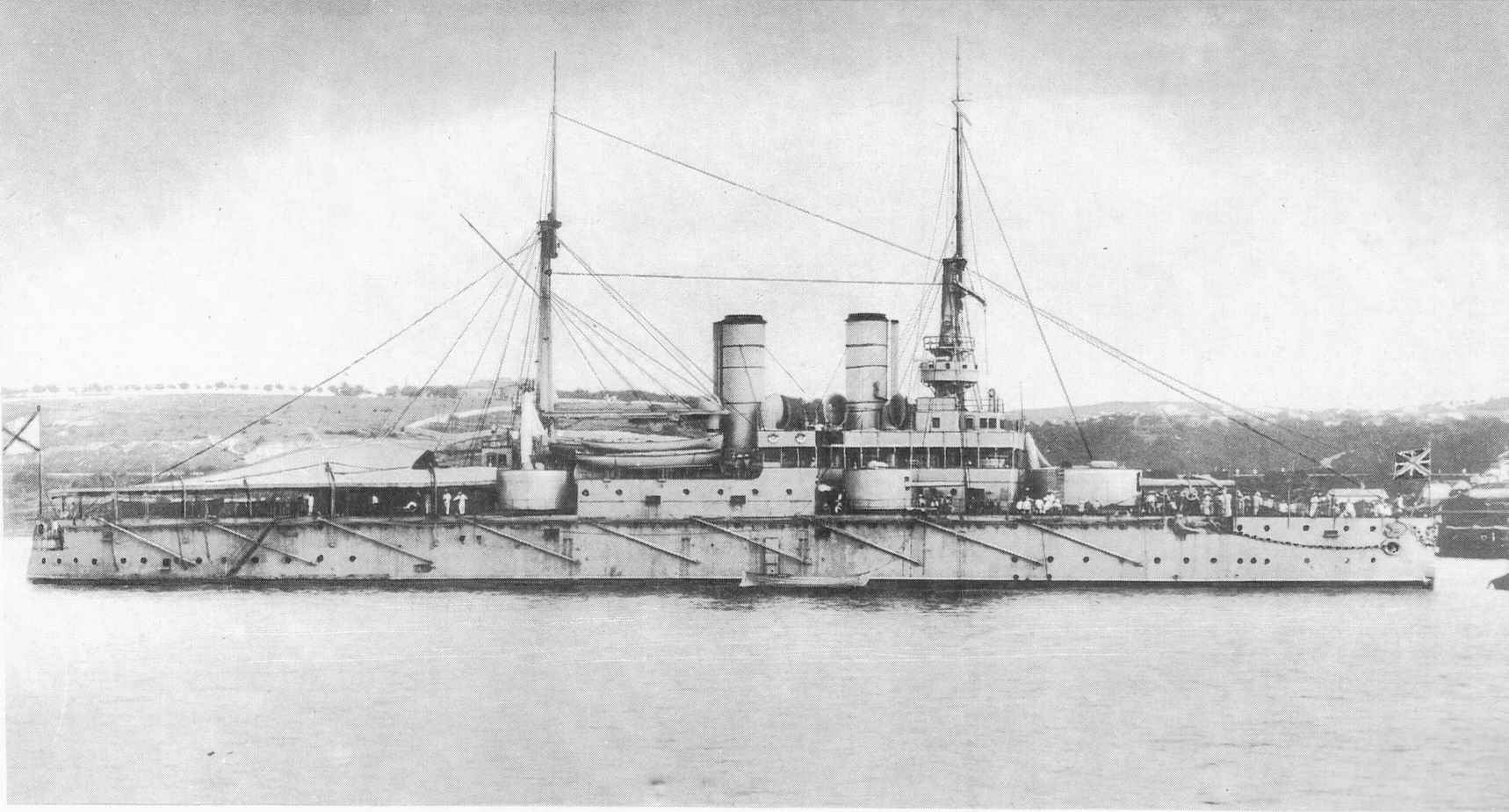
„Rostisław” przed I wojną światową, z wytykami sieci przeciwtorpedowych na burtach

Rostisław (ros. Ростислав) – rosyjski pancernik (przeddrednot) z przełomu XIX i XX wieku, należący do Floty Czarnomorskiej, jedyny okręt swojego typu. Klasyfikowany był jako pancernik eskadrowy, a następnie okręt liniowy. Wszedł do służby w 1900 roku, służył aktywnie podczas I wojny światowej na Morzu Czarnym, m.in. ostrzeliwując tureckie wybrzeże i biorąc udział w walkach głównych sił floty z turecko-niemieckimi okrętami. Został samozatopiony podczas wojny domowej w Rosji w 1920 roku, w której używany był przez białych jako pływająca bateria. 
Stanowił unikalny typ mniejszego pancernika, ze słabszą artylerią główną w postaci czterech dział mniejszego kalibru 254 mm, rozmieszczonych w dwóch wieżach. Jego cechą szczególną wśród czarnomorskich pancerników było umieszczenie w wieżach także artylerii średniej, obejmującej 8 dział kalibru 152 mm.

## Historia
„Rostisław” był siódmym z pancerników eskadrowych zbudowanych dla Floty Czarnomorskiej w ramach 20-letniego programu rozbudowy floty z lat 1883-1902. Autorem jego założeń konstrukcyjnych był naczelnik Morskiego Ministerstwa, adm. Nikołaj Czychaczow. Miał być niewielkim, a przez to tanim pancernikiem, o możliwie silnym uzbrojeniu (według podobnej koncepcji powstały wcześniej dwa brytyjskie pancerniki typu Centurion). Mniejsze zanurzenie miało także pozwolić na łatwiejsze działanie w rejonach przybrzeżnych. W 1892 i 1893 roku prowadzone były prace studyjne i projektowe, początkowo nad pancernikami o wyporności od 4750 do 6000 ton i głównym uzbrojeniu w dwa działa kalibru 229 mm lub 305 mm, jednakże takie małe rozmiary nie pozwalały na uzyskanie wartościowego okrętu i projekt ostatecznie powiększono. Projektantem był główny inżynier portu w Mikołajowie S. Ratnik, następnie A. Toropow. Projekt kadłuba ostatecznie oparto na budowanym dla Floty Bałtyckiej pancerniku „Sisoj Wielikij”, o wyporności projektowej 8880 ton, która jednak została faktycznie przekroczona w przypadku obu okrętów. Jako główne uzbrojenie zastosowano cztery nowe armaty kalibru 254 mm, lżejsze i słabsze od typowych dla przeddrednotów dział 305 mm, mając nadzieję na zachowanie mocy bojowej dzięki większej szybkostrzelności. W odróżnieniu od „Sisoja Wielikiego” artylerię średnią w postaci ośmiu armat kalibru 152 mm umieszczono jednak w czterech wieżach, a nie w kazamatach (na wzór typu Połtawa). Był on przez to jedynym pancernikiem Floty Czarnomorskiej z artylerią średnią w wieżach aż do końca II wojny światowej.
Prace przy budowie pancernika rozpoczęły się 17 stycznia 1894 roku (daty starego stylu) w stoczni Admiralicji w Mikołajowie, na największej krytej pochylni nr 7, zwolnionej przez wodowany w listopadzie pancernik „Tri Swiatitiela”. Stal konstrukcyjną dostarczyły Briańskie Zakłady Metalurgiczne, natomiast płyty pancerne zamówiono w amerykańskiej Bethlehem Iron Company. Uzbrojenie, wieże dział i odlewane elementy konstrukcji kadłuba (stewy, wsporniki wałów) dostarczyły Zakłady Obuchowskie z Petersburga. Wieże artylerii głównej wykonały Zakłady Metalowe w Petersburgu, a artylerii średniej – Zakłady Obuchowskie. Pancernik wciągnięto na listę floty pod nazwą „Rostisław” 7 maja 1894 roku, a oficjalne uroczyste położenie stępki miało miejsce dopiero rok później, 6 maja 1895 roku. Imię, tradycyjne w rosyjskiej flocie, otrzymał jako czwarty, po okrętach żaglowych biorących udział w bitwach pod Czesmą, pod Goglandem i pod Synopą.
Kadłub wodowano 20 sierpnia 1896 roku. W czerwcu 1897 roku pancernik przeholowano do Sewastopola w celu wyposażenia. Podczas prób 6-godzinnych 8 października 1898 roku osiągnięto prędkość maksymalną 15,8 węzła. Armaty 254 mm dostarczono do Sewastopola dopiero w czerwcu – lipcu 1899 roku. Próby artylerii i próby odbiorcze prowadzono w marcu – kwietniu 1900 roku. Mimo przyjęcia okrętu do służby, usterki dział spowodowały konieczność przeróbek i ostatecznie działa zaliczyły próbne strzelania dopiero latem 1902 roku. Koszt budowy wyniósł 7.274.633 rubli w złocie (równowartość 5632,3 kg złota) i był jedynie nieco niższy od poprzednika „Tri Swiatitiela” (7,6 mld rubli), zatem idea mniejszego pancernika nie spełniła pokładanej w niej nadziei.

## Opis i ocena

### Architektura i kadłub
Architektura „Rostisława” była typowa dla wczesnych przeddrednotów, z pękatym kadłubem, dziobnicą taranową, gładkim pokładem i uzbrojeniem głównym umieszczonym w dwóch dwudziałowych wieżach na dziobie i rufie. Rzadko spotykaną w tym czasie nowością było rozmieszczenie artylerii średniej 152 mm w czterech dwudziałowych cylindrycznych wieżach na burtach, zamiast w kazamatach. Pomiędzy wieżami głównego kalibru rozciągała się niska nadbudówka, dochodząca do burt na śródokręciu pomiędzy wieżami artylerii średniej (jej ściany stanowiły tam przedłużenie burt wzwyż). W jej części dziobowej znajdował się mostek, zintegrowany z pancerną wieżą dowodzenia u jego podstawy i z kolumnowym masztem. Na maszcie był umieszczony mars bojowy i nad nim platforma reflektorów. Na początku służby masywna platforma reflektorów znajdowała się wysoko, ponad reją, lecz jeszcze w pierwszym okresie służby została przeniesiona niżej, tuż nad marsem bojowym; zlikwidowano też w tym okresie bocianie gniazdo z masztu rufowego, zapewne w celu redukcji wysoko położonych mas. Charakterystycznym elementem były skrzydła mostka podparte licznymi filarami. Za nadbudówką dziobową znajdowały się dwa proste kominy o okrągłym przekroju, a w części rufowej nadbudówki był drugi maszt z zawieszonym na nim dźwigiem do łodzi. Na samej rufie znajdowała się wewnętrzna galeryjka dla dowódcy. 
Kadłub „Rostisława” miał długość całkowitą 107,2 m, a na linii wodnej 105,3 m. Wyporność projektowa wynosiła 8880 ton, lecz faktyczna 10 520 ton (inne dane: normalna 10 140 t, pełna 10 980 t).
Wewnątrz kadłuba, pod linią wodną, na śródokręciu znajdowały się kotłownie, a za nimi maszynownia. Kadłub oparto na rysunkach teoretycznych linii pancernika „Sisoj Wielikij”. Podzielony był na 14 poprzecznych przedziałów wodoszczelnych. Ochronę przeciw wybuchom podwodnym stanowiły tylko zasobnie węglowe i podwójne dno.

### Uzbrojenie
Artylerię główną stanowiły cztery armaty kalibru 254 mm o długości lufy 45 kalibrów (L/45). Umieszczone były w dwóch wieżach o pionowych ściankach, owalnych w rzucie z góry. W odróżnieniu od wcześniejszych pancerników, wieże miały nowoczesny napęd elektryczny zamiast hydraulicznego, aczkolwiek sprawiał on pewne problemy w eksploatacji. Armaty miały kąt podniesienia do 25° i donośność 10,7 mili morskiej (19,8 km) (według innych publikacji, donośność 16,8 km). Masa pocisku wynosiła 225,2 kg, prędkość początkowa 693 m/s. „Rostisław” otrzymał działa o numerach fabrycznych 16 do 19. Zapas amunicji wynosił 80 pocisków na lufę. Wieża z działami miała masę 380 t.
Artylerię średnią stanowiło osiem dział kalibru 152 mm systemu Canet o długości lufy L/45, w czterech dwudziałowych wieżach. Pozwalało to uchronić działa od zalewania podczas sztormu i zapewniało im lepsze kąty ostrzału w porównaniu z kazamatami, zwłaszcza w kierunku dziobu i rufy. Wieże były cylindryczne, lecz oś obrotu była umieszczona mimośrodowo celem zrównoważenia ciężaru luf. Pociski ważyły do niecałych 50 kg, a ich donośność wynosiła do 14 km. Zapas amunicji wynosił po 180 pocisków na lufę.
Uzbrojenie pomocnicze składało się początkowo z 12 dział kalibru 47 mm (3-funtowych) i 16 działek 37 mm (1,5-funtowych) systemu Hotchkissa. Z tego, osiem dział 47 mm umieszczone było w burtach, pod górnym pokładem (na każdej z burt po jednym na dziobie, rufie i dwa na śródokręciu). Pozostałe cztery były w ścianach nadbudówki, stanowiących przedłużenie burt wzwyż. Miały one zapas 760 nabojów na lufę. Działka 37 mm były umieszczone na marsie bojowym oraz nadbudówkach; 12 z nich stanowiły pięciolufowe działka rewolwerowe. Ponadto, pancernik był wyposażony w typowe dla rosyjskich dużych okrętów dwa działa desantowe 63,5 mm L/19 systemu Baranowskiego, zamontowane na lawetach lądowych, dla wsparcia oddziałów ekspedycyjnych. 
Ciężar całej salwy burtowej był podawany w 1905 roku jako 64 pudy (1048,3 kg).
Uzbrojenie pomocnicze podlegało następnie zmianom. W 1906 roku zdemontowano 12 działek kalibru 37 mm (być może jednak miało to miejsce już wcześniej). W 1915 roku zdemontowano pozostałe działa małokalibrowe i zastąpiono je przez cztery działa kalibru 75 mm Canet umieszczone w kazamatach nadbudówki (o kącie podniesienia 25°) i cztery działa przeciwlotnicze kalibru 75 mm na pokładzie rufowym i wieżach artylerii głównej (o kącie podniesienia 51°). W 1917 roku (według innych publikacji, w 1915) dodano cztery działa przeciwlotnicze kalibru 63,5 mm na pomostach nadbudówek (o kącie podniesienia 74°). 
Broń podwodna: uzbrojenie uzupełniało sześć wyrzutni torpedowych standardowego wówczas kalibru 381 mm. Po jednej stałej nadwodnej wyrzutni znajdowało się w stewach na dziobie i rufie, a cztery wyrzutnie były umieszczone w burtach, przy tym dwie były nadwodne, a dwie, umieszczone przed wieżą dziobową, podwodne (systemu Lessnera). W 1906 roku zdjęto cztery wyrzutnie nadwodne, w praktyce bezużyteczne na dużych okrętach. Pomimo postulatów odciążenia okrętu z 1912 roku, podwodne wyrzutnie o masie 34 ton nie zostały zdjęte, ani zamienione na lżejsze Zakładu Metalowego.
Kutry parowe pancernika były ponadto uzbrojone w miotacze torped bez napędu (ros. mietatielnyje miny). Pancernik miał na uzbrojeniu także 50 min składowanych w komorze wewnątrz kadłuba, które mogły być stawiane z kutrów.

### Opancerzenie

Szkic (zakreskowany obszar pancerza)

Okręt posiadał zasadnicze opancerzenie ze stali typu Harveya, dostarczonej w ilości 1227 ton przez amerykańską Bethlehem Iron Company. Główny pas pancerny na wysokości linii wodnej nie sięgał na całą długość okrętu i miał 69,2 m długości i 2,13 m wysokości. Jego grubość wynosiła od 254 mm na końcach do 368 mm w środkowej części, a na dolnej krawędzi zmniejszała się do odpowiednio 152 i 203 mm (według innych danych, do 305 mm). Przy wyporności projektowej pas miał sięgać 1,52 m pod wodę. 
Nad głównym pasem był górny pas pancerny, o wymiarach 45,7 m na 2,3 m i grubości 127 mm (według innych źródeł od 127 do 227 mm w środkowej części). Wewnętrzny pokład pancerny miał grubość 52 mm nad pasem pancernym i 76 mm na krańcach kadłuba (według innych źródeł, 76 mm na śródokręciu i 64 mm na krańcach). Grodzie zamykające cytadelę pancerną, na końcach pasa, były grubości od 152 mm do 229 mm i były wykonane ze stali compound (według innych źródeł, 305 mm).
Wieże artylerii głównej miały pancerz grubości 254 mm, a ich barbety 152 mm. Wieże artylerii średniej miały pancerz 152 mm (127 mm według innych źródeł). Według odosobnionej publikacji, opancerzenie 127 mm miały ponadto kazamaty dział małego kalibru w ścianach nadbudówki, lecz nie potwierdzają tego inne źródła. Wieża dowodzenia była opancerzona płytami 152 mm.

### Napęd
Napęd stanowiły dwie pionowe maszyny parowe potrójnego rozprężania, napędzające dwie czteropłatowe śruby. Maszyny zasilane były przez osiem kotłów cylindrycznych, z tego cztery były dwustronne (sześciopaleniskowe), a cztery pojedyncze (trzypaleniskowe), stąd w literaturze podawane są na ogół informacje o 12 kotłach. Kotły rozmieszczone były po dwa obok siebie; skrajne pary kotłów od strony dziobu i rufy były pojedyncze, a wewnętrzne pary były dwustronne. Okręt posiadał także kotły pomocnicze, które okazały się w praktyce nieprzydatne. Maszyny wyprodukowały Zakłady Bałtyckie w Petersburgu, na wzór maszyn „Sisoja Wielikogo”. Obie znajdowały się w jednym przedziale, obok siebie. Zapas paliwa wynosił normalnie 550 ton węgla, a maksymalny 820 ton. Moc projektowa wynosiła 8500 KM, faktycznie osiągnięto maksymalną moc indykowaną 8816 KM. Prędkość projektowa wynosiła 16 węzłów, ale na próbach odbiorczych rozwinięto maksymalnie 15,8 węzła (według innych źródeł, 15,6 w). Podczas normalnej eksploatacji okręt osiągał 15 węzłów. 
Początkowo okręt projektowano z nowocześniejszymi kotłami wodnorurkowymi Belleville’a, lecz ministerstwo morskie zdecydowało zamienić je na starsze kotły cylindryczne (płomieniówkowe). Cztery z ośmiu kotłów były pierwotnie opalane mazutem zamiast węglem, co było bardziej perspektywicznym rozwiązaniem, po raz pierwszym zastosowanym na rosyjskim dużym okręcie. Doświadczenia okazały się pozytywne, lecz z powodu trudniejszej obsługi niedopracowanej instalacji i wymagania wykwalifikowanej obsady, zimą 1904/1905, przerobiono je na klasyczne opalanie węglowe.

### Wyposażenie, załoga i inne
Na maszcie dziobowym znajdowała się platforma z dwoma lub trzema reflektorami (przeniesiona niżej w pierwszym okresie służby), a u podstawy masztu rufowego znajdowała się platforma z parą reflektorów. W 1911 roku pancernik wyposażono w radiostację Marconi o mocy 2 kW i zasięgu do 200 mil morskich.
Załoga składała się początkowo z 633 ludzi, w tym 27 oficerów, w 1916-1917 roku doszła do 835-852 osób, w tym 21-24 oficerów.

### Ocena
Okręt nie był uważany za udany, głównie z powodu narzuconego ograniczenia wielkości, przekładającego się na słabsze uzbrojenie w porównaniu z większością pancerników. Przy tym, jego koszt budowy okazał się niewiele mniejszy od zwykłych pancerników. Szczególnie użycie jako głównego uzbrojenia dział kalibru 254 mm, o mniejszej przebijalności i donośności od typowych dział 305 mm, uważane jest z perspektywy za błąd. Z uwagi na różnice w balistyce, uniemożliwiało to w przypadku „Rostisława” stosowanie scentralizowanego kierowania ogniem pancerników, wprowadzonego po wojnie rosyjsko-japońskiej. We flocie rosyjskiej takie uzbrojenie posiadały jeszcze tylko pancerniki typu Pierieswiet, łączące cechy pancerników i krążowników pancernych, i pancerniki obrony wybrzeża typu Admirał Sieniawin. Pancernik miał znaczne przeciążenie w stosunku do wyporności projektowej, które było typowym problemem rosyjskich dużych okrętów, ale na „Rostisławie” osiągało wartość aż 1946 ton (w 1907 roku). Powodowało ono wzrost zanurzenia o 0,94 m i w konsekwencji skrycie się prawie całego głównego pasa pancernego pod wodą. Mimo to, zanurzenie pozostawało mniejsze o około metr od zwykłych pancerników. Pomimo niedostatków, „Rostisław” był piątym co do wartości bojowej pancernikiem Floty Czarnomorskiej w chwili wybuchu wojny i mógł być włączany w skład eskadry, służąc aktywnie podczas wojny. Wyrażona jest w piśmiennictwie także nie uzasadniona bliżej opinia, że „Rostisław” okazał się jedną z bardziej przemyślanych konstrukcji swoich czasów. Jej autor pisze, że był on jednym z najlepszych pancerników Floty Czarnomorskiej, jednakże wydaje się, że to stwierdzenie odnosi raczej do wartościowej służby podczas wojny jako okrętu wsparcia artyleryjskiego.

## Służba

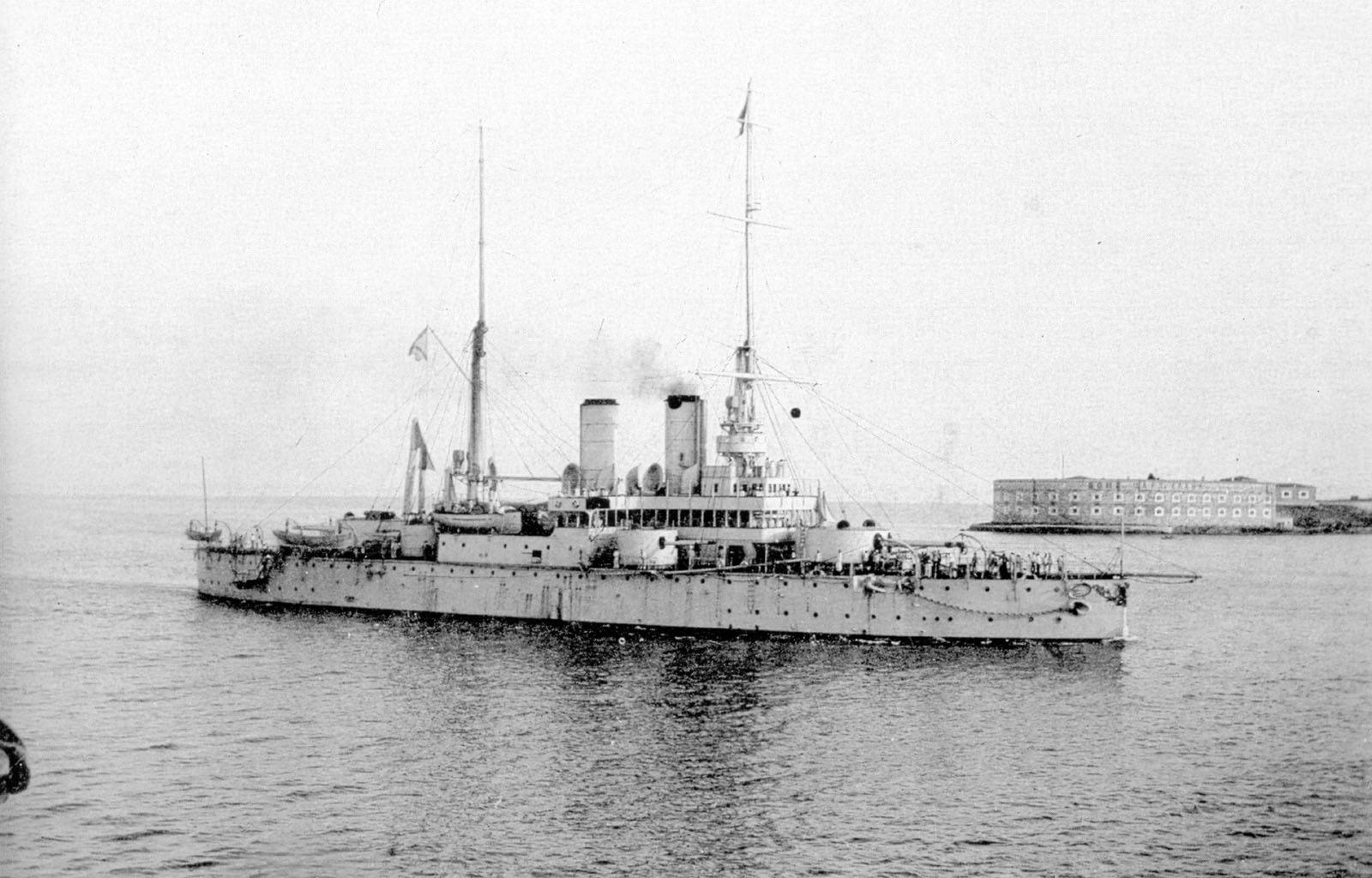
„Rostisław” w późniejszym szarym malowaniu

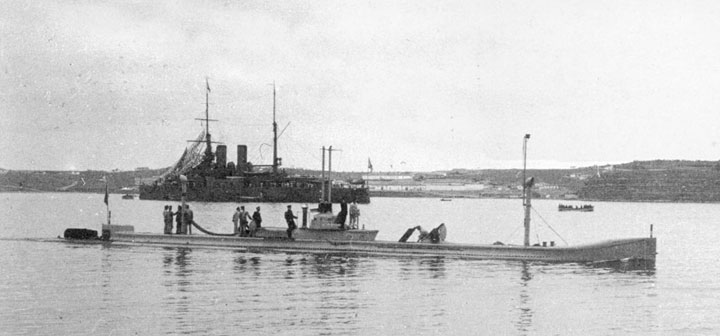
„Rostisław” i okręt podwodny „Karas'” (bliźniak zatopionej w kolizji „Kambali”)

### Przed I wojną światową
1 maja 1900 roku dowódcą okrętu został wielki książę Aleksander (był to pierwszy przypadek objęcia zwykłego dowództwa okrętu przez członka rodziny carskiej; jako miczman służył wówczas na „Rostisławie” także wielki książę Cyryl). W lecie tego roku pancernik w składzie Eskadry Ćwiczebnej odbył pierwszy dalszy rejs do Konstantynopola. Następnie brał udział w dalszych rejsach szkolnych i manewrach floty. W wojnie japońsko-rosyjskiej okręty Floty Czarnomorskiej nie brały udziału, jednakże uczestniczyła w niej część marynarzy „Rostisława”, jako uzupełnienia dla I i II Eskadry Oceanu Spokojnego.
Podczas wydarzeń rewolucyjnych 1905 roku, „Rostisław” został w czerwcu wysłany wraz z eskadrą czterech pancerników pod Odessę w próbie przechwycenia zrewoltowanego pancernika „Potiomkin”, jako okręt flagowy wiceadmirała Krigera. W trakcie spotkania 17 czerwca, nazwanego później przez historiografię radziecką „niemym bojem”, przywódcy buntowników podjęli niezdecydowaną próbę staranowania „Rostisława”, ostatecznie jednak zaniechaną i zakończoną przejściem „Potiomkina” przez szyk eskadry rządowej. Okręty obu stron rozeszły się następnie bez otwierania ognia. W ogólnej atmosferze rewolucyjnej panującej wówczas w Rosji, również na „Rostisławie”, stojącym następnie w Sewastopolu, marynarze podejmowali próby przejęcia kontroli nad okrętem i podnosili czerwoną flagę, lecz ostatecznie nie wypowiedzieli posłuszeństwa dowództwu. Pancernik natomiast wziął udział w listopadzie w „rozstrzelaniu” w porcie w Sewastopolu zrewoltowanego krążownika „Oczakow” (wystrzeliwując dwa pociski 254 mm i 7 pocisków 152 mm) oraz niszczyciela „Swiriepyj” (7 pocisków 152 mm). 
Po zakończeniu wojny z Japonią, „Rostisław” posłużył do wypracowywania nowych metod skutecznego strzelania Floty Czarnomorskiej na maksymalne odległości, wykorzystując wnioski z wojny. W 1907 roku zdjęto dla odciążenia nadwodne aparaty torpedowe, a także jeden kuter parowy zastąpiono motorowym; nie podjęto mimo to proponowanych dalej idących kroków w celu zmniejszenia przeciążenia okrętu (jak demontaż dział 47 mm, kotłów pomocniczych i rufowego masztu).
W październiku 1907 roku pancerniki eskadrowe (eskadriennyj bronienosjec), w tym „Rostisława”, przeklasyfikowano na okręty liniowe (liniejnyj korabl). Podczas ćwiczeń 29 maja 1909 roku, przed północą, „Rostisław” staranował i zatopił w kolizji przed Sewastopolem okręt podwodny „Kambała”. Pancernik przystąpił od razu do akcji ratunkowej, lokalizując okręt podwodny na głębokości 57 m i wysyłając na ochotnika nurka na taką głębokość, lecz 21 osób załogi okrętu podwodnego od razu zginęło po kolizji. Dowódca „Rostisława” Andriej Sapsaj został uwolniony z zarzutów. W 1910 roku „Rostisław” wraz z pancernikami „Pantielejmon” i „Tri Swiatitiela” utworzyły brygadę okrętów liniowych floty czynnej Morza Czarnego.
We wrześniu 1911 roku „Rostisław” w składzie brygady pancerników odbył wizytę w Rumunii. W drodze powrotnej „Pantielejmon” i „Jewstafij” weszły na mieliznę pod Konstancą; „Rostisław” uniknął tego losu, lecz samodzielnie również nie dostrzegł błędu nawigacyjnego flagowych nawigatorów. We wrześniu 1912 roku „Rostisław” przeszedł do I rezerwy, zastąpiony w brygadzie przez wyremontowany „Tri Swiatitiela”. W październiku 1912 roku jednakże wszedł w skład międzynarodowej eskadry, której zadaniem była ochrona europejskich poselstw w Konstantynopolu w związku z wojną bałkańską (okrętem flagowym był francuski krążownik „Léon Gambetta”; z rosyjskich okrętów był w niej także krążownik „Kaguł” i kanonierki). W ten sposób „Rostisław” stał się jedynym rosyjskim czarnomorskim pancernikiem, który reprezentował interesy Rosji poza samym Morzem Czarnym. W skład eskadry wchodził także późniejszy przeciwnik rosyjskich pancerników – niemiecki krążownik liniowy „Goeben”. 29 stycznia 1913 roku doszło do incydentu międzynarodowego, kiedy odłamki przypadkowo odpalonego z pancernika pocisku kalibru 47 mm trafiły w koszary gwardii sułtańskiej (bez ofiar). Po powrocie do Sewastopola, 9 sierpnia pancernik brał udział w uroczystych obchodach 300-lecia panowania Romanowów i był wizytowany przez cara. Zimą 1913/1914 pancernik przeszedł remont, połączony z ulepszeniem przyrządów celowniczych dział i ponownym montażem sieci przeciwtorpedowych. Następnie, wraz z pancernikiem „Sinop” został przydzielony do rezerwowej brygady okrętów liniowych, która we wrześniu 1914 roku została przekształcona w 2. Brygadę Okrętów Liniowych (wraz z „Tri Swiatitiela”).

### I wojna światowa
W nawiasach daty nowego porządku

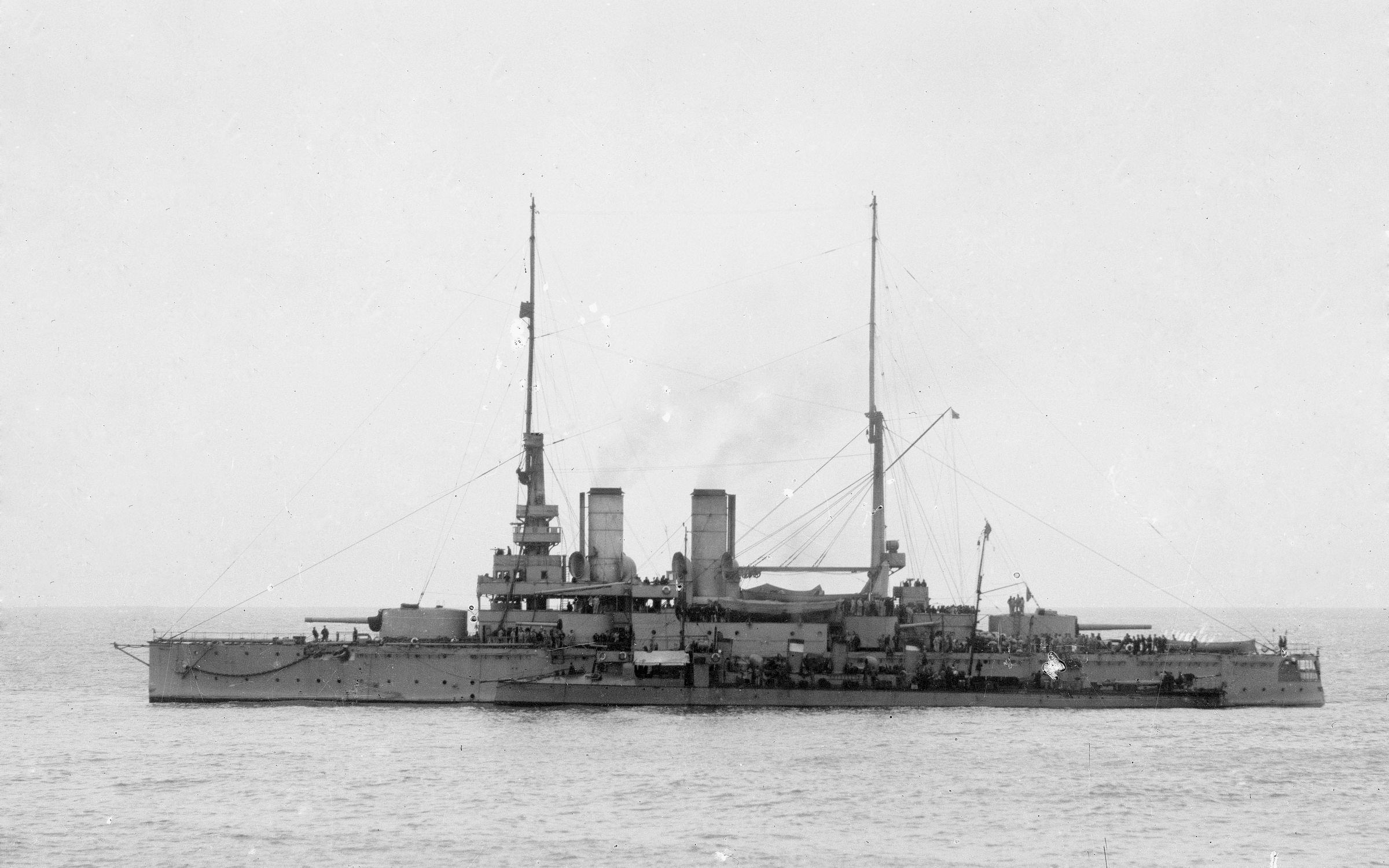
„Rostisław” i niszczyciel „Zwonkij”

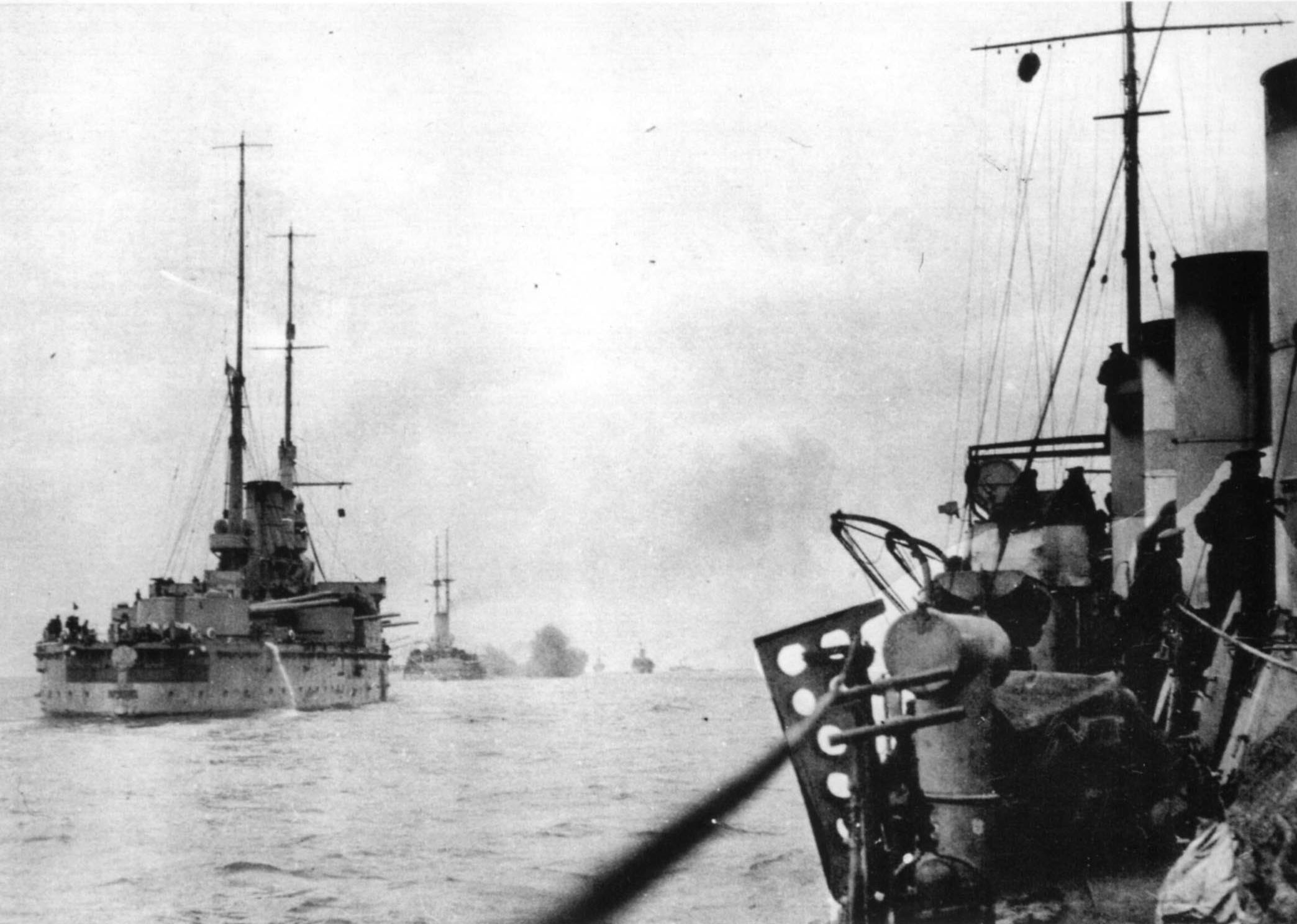
„Rostisław” ostrzeliwujący tureckie pozycje 15 marca 1915 roku

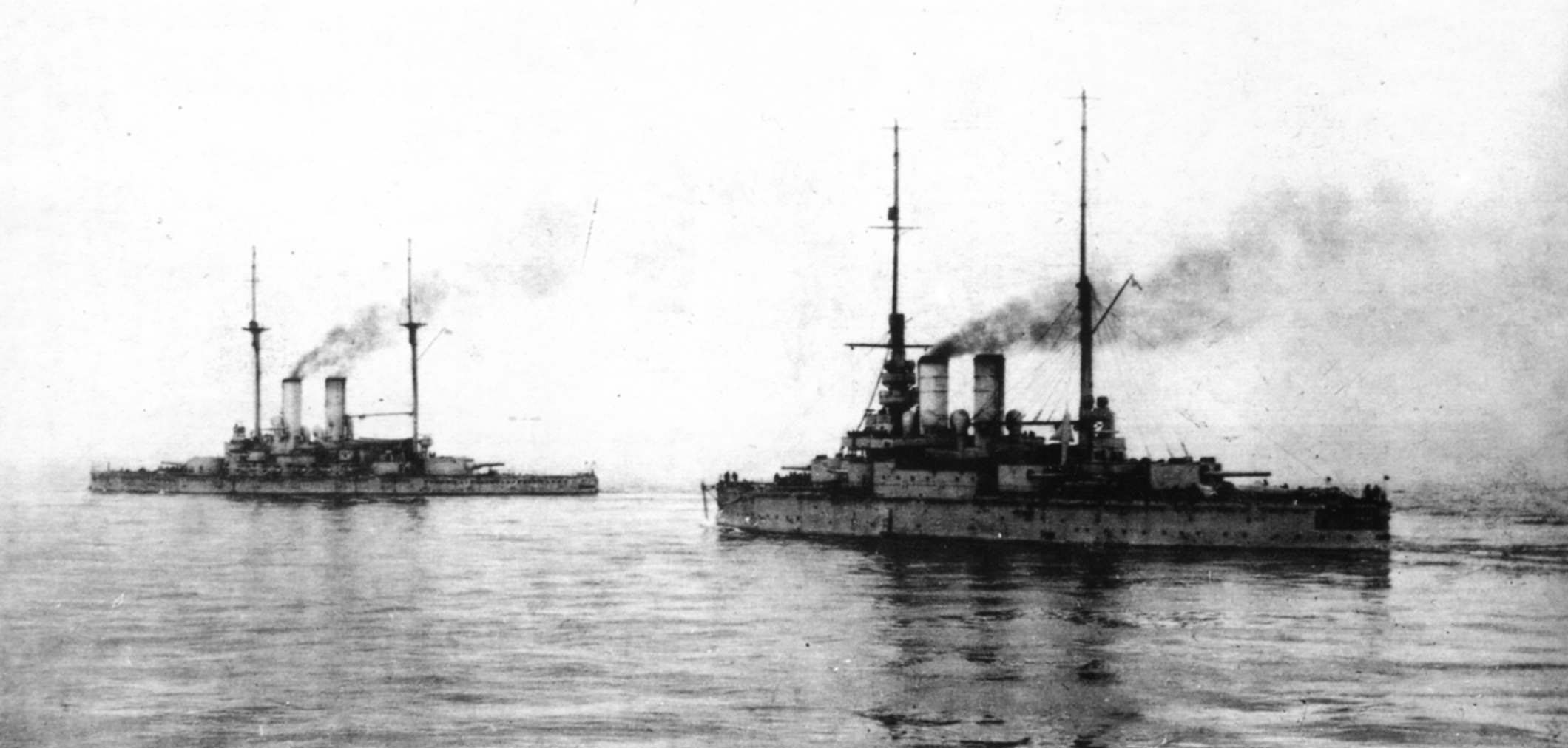
„Rostisław” i „Tri Swiatitiela” (w głębi)

Po wybuchu I wojny światowej, 5 sierpnia 1914 roku dowódcą „Rostisława” został Polak, kapitan I rangi Kazimierz Porębski. Wkrótce po rozpoczęciu działań wojennych między Rosją a Turcją, pancernik wziął udział w pierwszej akcji floty rosyjskiej, osłaniając akcję stawiania min pod Bosforem 22 października (4 listopada) 1914 roku. W drodze powrotnej „Rostisław” i krążownik „Kaguł” pod osłoną eskadry zbombardowały 24 października (6 listopada) port w Zonguldaku, będącym centrum wydobycia i przeładunku węgla w Turcji, co zarazem stanowiło pierwszy ostrzał pozycji tureckich. Wystrzelono 25 pocisków 254 mm i, razem z „Kagułem”, 226 pocisków 152 mm. 5 (18) listopada doszło do potyczki koło przylądka Sarycz z niemieckim krążownikiem liniowym „Goeben” i krążownikiem lekkim „Breslau” (występującymi pod banderą turecką jako „Yavuz Sultan Selim” i „Midilli”), lecz „Rostisław” jako ostatni w szyku, z powodu mgły, nie ostrzeliwał „Goebena”, natomiast wystrzelił dwa pociski 254 mm i 6 kalibru 152 mm do krążownika „Midilli”, nie uzyskując trafienia. Sam nie odniósł uszkodzeń, jedynie upadły obok niego dwa pociski 280 mm. W kolejnych miesiącach brał on udział w dalszych akcjach floty, która między innymi 28 marca, 25 kwietnia, 2 i 3 maja (nowego stylu) ostrzeliwała tureckie umocnienia na północ od Bosforu, jako demonstracja towarzysząca kampanii dardanelskiej państw ententy.
„Rostisław” wziął również udział w kolejnym starciu z „Goebenem” pod Bosforem 27 kwietnia (10 maja) 1915 roku, kiedy to wraz z „Jewstafim” i „Ioannem Złatoustym” stanowił grupę osłony okrętów bombardujących tureckie pozycje. „Goeben” zaskoczył i rozpoczął ostrzał słabszego zespołu rosyjskich okrętów, jednakże w toku starcia zdołały dołączyć pancerniki „Pantielejmon” i „Tri Swiatitiela”, wchodząc na miejsce w szyku torowym przed ostatnim „Rostisławem” i skutecznie ostrzeliwując nieprzyjacielski okręt, który odstąpił. „Rostisław” pod dowództwem Porębskiego, dysponujący najsłabszymi armatami, nie brał udziału w ostrzale, żeby nie przeszkadzać w korygowaniu ognia armat 305 mm pozostałych pancerników.
Od początku 1916 roku „Rostisław” był okrętem flagowym oddziału batumskiego, wspierającego oddziały lądowe nacierające na terytorium tureckie z rejonu Batumi (w jego skład wchodziły ponadto kanonierki „Kubaniec”, „Doniec” i niszczyciele). Między innymi, 5 lutego 1916 roku, wspierając natarcie rosyjskie, okręt wystrzelił 94 pociski 254 mm, 303 – 152 mm i 29 – 75 mm, a 1 kwietnia 1916 roku – 540 pocisków 152 mm. W toku działań wysadzono taktyczny desant, który doprowadził do zdobycia 7 marca portu Rize. W efekcie działań wojsk rosyjskich wspieranych przez „Rostisława” i później także „Pantielejmona”, 2 kwietnia 1916 roku Turcy opuścili Trapezunt. 
Od września 1916 roku, po przystąpieniu do wojny Rumunii, „Rostisław” bazował w Konstancy, osłaniając port i rosyjskie konwoje z wojskiem do Rumunii. Był w tym czasie atakowany mało skutecznie przez lotnictwo niemieckie (jedna z bomb wybuchająca przy wieży rufowej raniła 16 członków załogi) oraz ostrzeliwał pozycje lądowe. Z Konstancy, ostrzeliwanej już przez podchodzące wrogie wojska, „Rostisław” odszedł 9 października 1916 roku. Od końca 1916 do stycznia 1917 roku pancernik ponownie bazował w Batumi.
Z uwagi na działania w obszarach przybrzeżnych, w 1916 roku planowano zamontować na kadłubie „Rostisława” wzorem brytyjskich monitorów zewnętrzne kesony, mające zwiększyć odporność przeciw minom, lecz ostatecznie, mimo ich wykonania, w sierpniu 1916 roku minister morski I. Grigorowicz zdecydował o odłożeniu ich montażu. Rozważano dodanie dwóch pojedynczych armat 152 mm na pokładzie każdej z burt, lecz również nie zostało to zrealizowane. Przeprowadzono jedynie parę mniejszych modernizacji, m.in. polepszono pod koniec roku ochronę wieży dowodzenia. Zamierzano też zdjąć ciężki nieużywany już bojowy mars z masztu i zamontować lżejszy maszt (nie jest jasne, czy to wykonano).

### Okres rewolucji i wojna domowa
Po rewolucji lutowej w 1917 roku i związanych z nią przemianach politycznych nastąpiło rozprzężenie i rozpolitykowanie w armii rosyjskiej. Okręty Floty Czarnomorskiej, w odróżnieniu od Floty Bałtyckiej, zachowały mimo to zdolność bojową, a jedynie powołano na nich marynarskie komitety okrętowe, które brały udział w administracji. Dowódcą okrętu był wówczas komandor Fiodor Stark. „Rostisław” nie był już w tym okresie używany do zadań bojowych, a jedynie we wrześniu – październiku odbył ostatni rejs do Batumi, jako okręt flagowy zespołu batumskiego. Po bolszewickiej rewolucji październikowej dyscyplina zaczęła spadać i część załogi opuściła okręt. Dopiero 22-24 lutego 1918 roku doszło w Sewastopolu do ekscesów i rozruchów, wspieranych przez komunizujących marynarzy.
Pozostała na pancerniku część załogi przeszła w kwietniu na inne czynne okręty, odchodząc z nimi do Noworosyjska, a „Rostisław” został porzucony w Sewastopolu, gdzie został przejęty przez oddziały niemieckie zajmujące miasto 30 kwietnia 1918 roku (starego stylu). Pomimo zawieszenia bandery niemieckiej, okręt nie został przez nich przyjęty do służby. W listopadzie 1918 roku, w związku z zakończeniem wojny światowej, stojące tam okręty zostały przekazane wojskom brytyjskim. W kwietniu 1919 roku Brytyjczycy, opuszczając Sewastopol, wysadzili w powietrze cylindry maszyn pozostawionych okrętów, w tym „Rostisława”, żeby nie mogły zostać wykorzystane przez zajmujących miasto bolszewików.
W czerwcu 1919 roku Sewastopol został odbity przez białych od bolszewików. „Rostisław” został zamieniony w pływającą baterię bez napędu i przebazowany do Kerczu, gdzie ochraniał Cieśninę Kerczeńską i ostrzeliwał pozycje bolszewików na Półwyspie Tamańskim. Podczas ewakuacji białych z Krymu, „Rostisław” został samozatopiony 16 listopada 1920 roku w Cieśninie Kerczeńskiej, w celu zablokowania komunikacji bolszewików z Morza Azowskiego, osiadając na dnie z pokładem nad wodą z powodu małej głębokości. Zamiar zatarasowania toru wodnego się mimo to nie powiódł.
Po zakończeniu wojny domowej władze radzieckie planowały podnieść wrak, znajdujący się w rejonie pozycji 45°25′N 36°37′E/45,416667 36,616667. W lecie 1927 roku rozpoczęto prace zmierzające do zbudowania koferdamu wokół okrętu, lecz sztormowa pogoda uniemożliwiła prace (według innych źródeł, próby podniesienia uniemożliwione przez pogodę miały miejsce w 1924 roku). W marcu 1928 roku kadłub został uszkodzony przez lód i zrezygnowano z próby podniesienia. W 1930 roku przedsiębiorstwo robót podwodnych EPRON zdemontowało uzbrojenie i elementy nadbudówek, a kadłub następnie zapadł się w grunt. Zdemontowano również inne wartościowe elementy. Fragment pancerza eksponowany jest w Kerczeńskim Muzeum Historyczno-Archeologicznym.

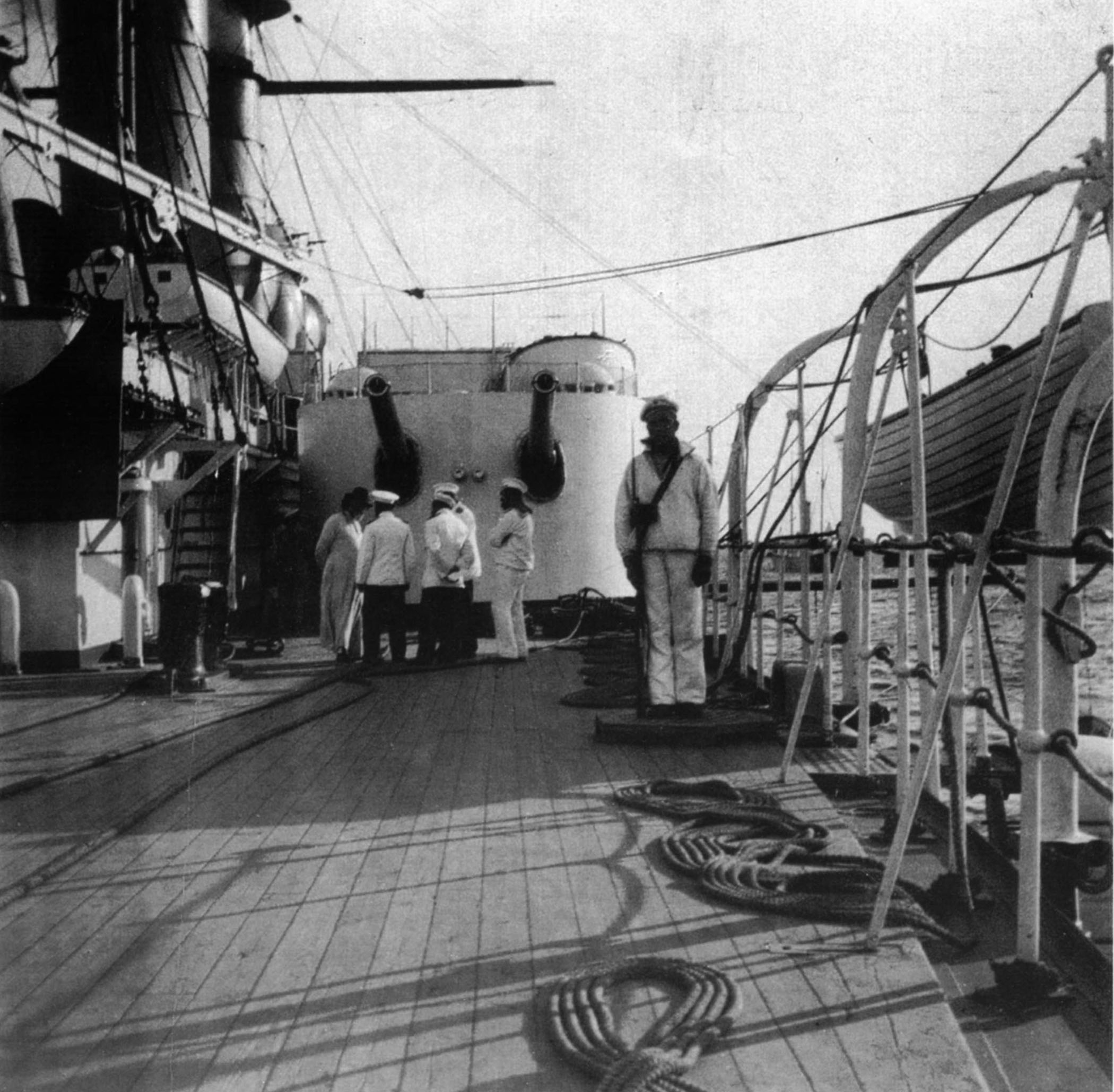
Na pokładzie „Rostisława” – wieża dział 152 mm

### Lista dowódców
| Lista dowódców             | Lista dowódców      | Lista dowódców | Lista dowódców           |
| -------------------------- | ------------------- | -------------- | ------------------------ |
| Imię i nazwisko            | od                  | do             | uwagi                    |
| Aleksandr Spickij          | 13 stycznia 1897    | 1899           |                          |
| wielki książę Aleksander   | 1900                | 1903           |                          |
| Jewgienij Rogula           | 1 stycznia 1903     | 1905           |                          |
| Władimir Litwinow          | 1905                | 1906           |                          |
| Dmitrij Pietrow            | 2 października 1906 | 1908           |                          |
| Andriej Sapsaj             | 3 marca 1908        | 1910           |                          |
| Andriej Pokrowski          | 1910                | 1911           |                          |
| Michaił Sablin – 1912–1914 | 1912                | 1914           |                          |
| Kazimierz Porębski         | 1914                | 1914           | do 1915 wg innych źródeł |
| Iwan Kuzniecow             | 24 grudnia 1914     | ?              |                          |
| Nikołaj Sawinski           | 1916                | 1916           |                          |
| Fiodor Stark               | 21 listopada 1916   | 1918           |                          |
| Michaił Dombrowski         | październik 1920    |                |                          |